# Ashley Williams (Fußballspieler, 2000)
Ashley Williams (* 30. Oktober 2000 in Monrovia) ist ein liberianischer Fußballspieler auf der Position eines Torhüters. Er ist aktuell für LISCR FC in Monrovia und die Liberianische Fußballnationalmannschaft aktiv.

## Karriere

### Verein
Williams begann seine Profikarriere im Jahre 2018 beim liberianischen Erstligisten LISCR FC in Monrovia, für den er bis 2020 auflief. Hier gewann er in seiner zweiten Saison den LFA Cup.
Im August 2020 verließ er Liberia in Richtung Spanien und schloss sich auf Leihbasis dem Drittligisten Real Balompédica an. Hier konnte er sich jedoch nicht durchsetzen und absolvierte lediglich 1 Ligaspiel, bevor er in die zweite Mannschaft versetzt wurde. 2021 kehrte er in seine Heimat zurück und gewann mit den LISCR FC seinen zweiten Landespokal. Ein Jahr später gewann Williams an der Seite von Gasimu Kouyateh, Dirkir Glay und Torjäger Sekou Oliseh das Double aus Meisterschaft und Nationalen Pokal.

### Nationalmannschaft
Williams debütierte am 11. September 2018 für die liberianische Nationalmannschaft, als er in einem Freundschaftsspiel gegen Nigeria (1:2) in der Halbzeitpause für Tommy Songo eingewechselt wurde. Seinen ersten Einsatz über 90. Minuten absolvierte er im Rahmen der Qualifikation zum Afrika-Cup am 16. Oktober 2018, gegen die Republik Kongo (2:1). Er nahm an Qualifikationsspielen zur Fußball-Weltmeisterschaft (2022) und des Afrika-Cup (2019, 2022), konnte jedoch keine nennenswerten Erfolge erzielen. Seine bisher letzte Berufung zur Nationalmannschaft erfolfgte im Rahmen der Qualifikation zur Afrikanische Nationenmeisterschaft 2023 am 24. Juli 2022 gegen die Auswahl des Senegal.

### Erfolge
Liberianischer Meister: 2023

Liberianischer Pokalsieger: 2019, 2022, 2023